# San Millán
San Millán (baskijski: Donemiliaga) – gmina w Hiszpanii, w prowincji Araba, w Kraju Basków, o powierzchni 85,41 km². W 2011 roku gmina liczyła 719 mieszkańców.